# Sclerogaster siculus
Sclerogaster siculus är en svampart som beskrevs av Zeller & C.W. Dodge 1935. Sclerogaster siculus ingår i släktet Sclerogaster och familjen Sclerogastraceae.   Inga underarter finns listade i Catalogue of Life.